# Frank Paschek
Frank Paschek, né le 25 juin 1956 à Bad Doberan, est un ancien athlète est-allemand spécialiste du saut en longueur.
Aux Jeux olympiques d'été de 1980 à Moscou, il a remporté la médaille d'argent, derrière son compatriote Lutz Dombrowski.

## Palmarès

### Jeux olympiques
- 1980 à Moscou ( Union soviétique)
  -  Médaille d'argent au saut en longueur